# Catanzaro
Catanzaro es una ciudad de 83 882 habitantes, capital de la provincia homónima y de la Región de Calabria, en Italia. Es la segunda comuna de la región por número de habitantes, por detrás de Regio de Calabria.

## Geografía
Situada estratégicamente en el centro del Golfo de Squillace en el istmo de Catanzaro, el punto más estrecho de la Península con solo 35 km de tierra que separa la costa jónica de la tirrena. El núcleo histórico de la ciudad está situado sobre tres colinas (de San Trifone o San Rocco; del Vescovado; del Castello o de S. Giovanni que es el más alto).

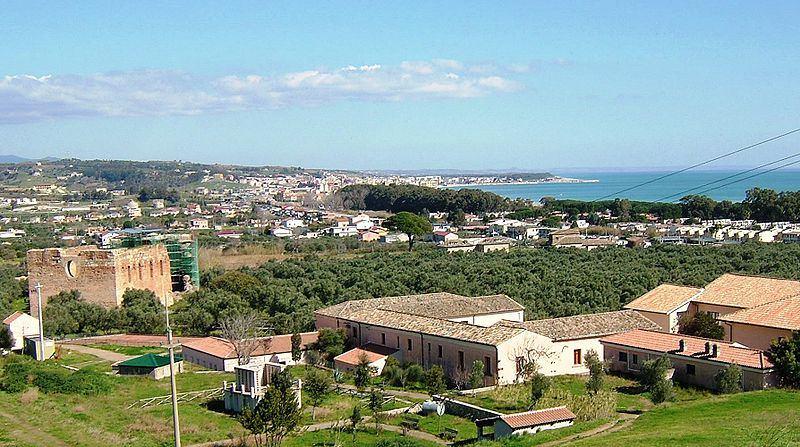
La parte costera de la ciudad, Catanzaro Lido, vista desde el Parque Arqueológico de Scolacium

El centro se extiende hasta el Mar Jónico que baña la fracción marinera (cerca de 8 km de playa y un puerto pesquero), el territorio comunal limita con el Parque Arqueológico de Scolacium.

## Clima
El clima de Catanzaro es típicamente mediterráneo, templado, y caracterizado por una primavera y otoño ventosos. De hecho, un dicho muy famoso es "encontrar un amigo es tan raro como un día sin viento en Catanzaro". 
De acuerdo con la referencia del promedio de treinta años de 1961-1990, la temperatura promedio del mes más frío, enero, es de +8.9 °C, el mes más caluroso, agosto, es de +24,5 °C.
El clima, como es mencionado anteriormente, está marcado por la presencia de viento, incluso de gran intensidad, especialmente durante la primavera y el otoño. Los meses de abril y mayo se caracterizan por vientos fuertes y el "scirocco libeccio".

## Historia

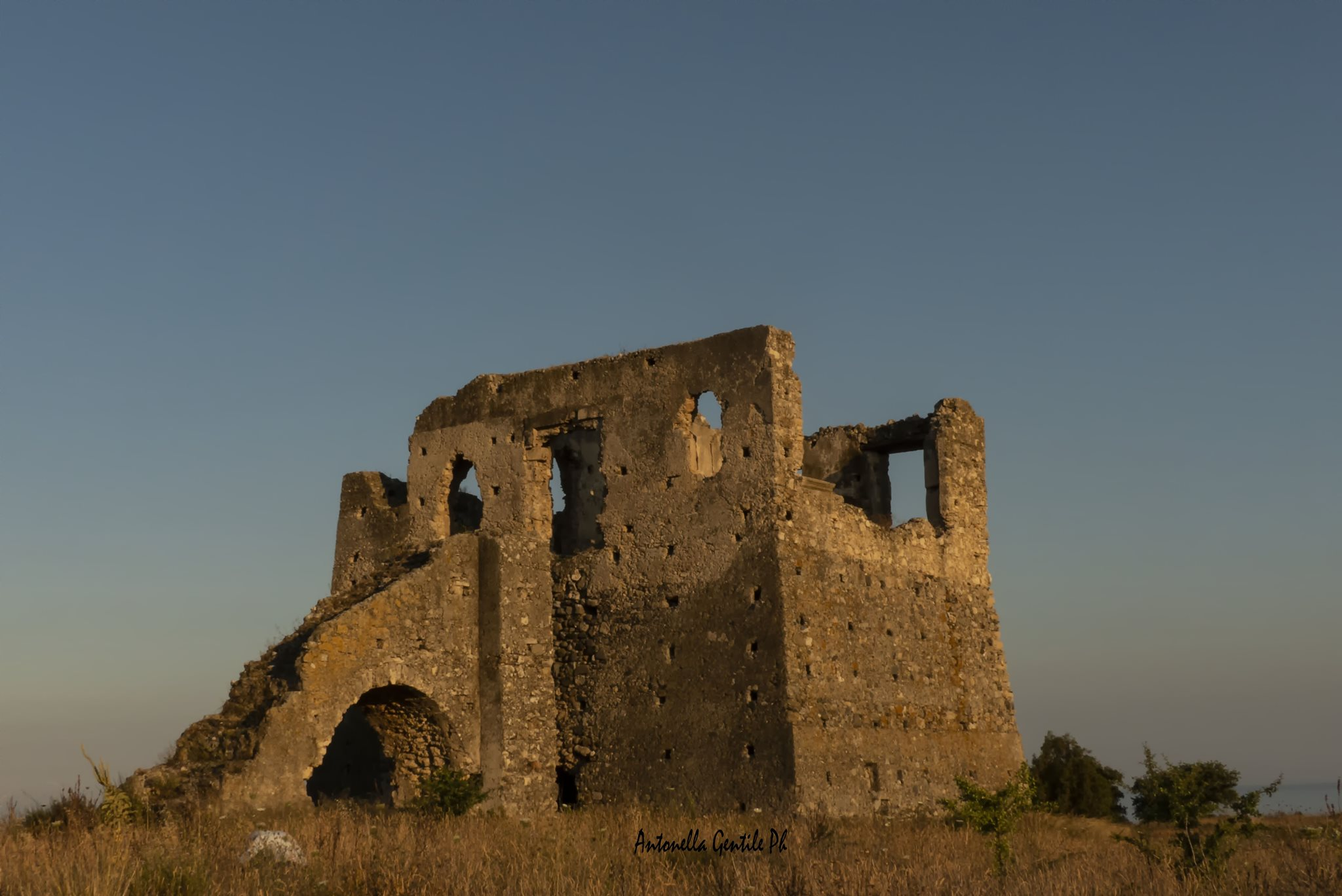
Torre Cavallara

Fundada al inicio del siglo X, bajo el dominio bizantino. La elección territorial se debe a las continuas incursiones sarracenas, el general Niceforo II Foca decidió la construcción de una fortaleza de defensa en las colinas. Entre el siglo XVI y el siglo XVII, Catanzaro conquistó la fama en toda Europa en el campo de la manufactura de la seda, obteniendo del emperador Carlos V una codificación de la producción de la seda: Capitoli e ordinazioni della nobilissima arte della seta a Catanzaro. Gracias a esta actividad, Catanzaro se volvió una de las ciudades más ricas del sur de Italia. La producción se detuvo bruscamente a causa de las epidemias de peste del 1668 y perdió la mayor parte de sus "tesoros" durante los saqueos ocurridos durante el proceso de unificación de Italia. Ejemplos del arte textil de Catanzaro se pueden mirar en las iglesias del Monte dei Morti (Montaña de los Muertos), donde se guardan ejemplos de terciopelos de "púrpura de Catanzaro".

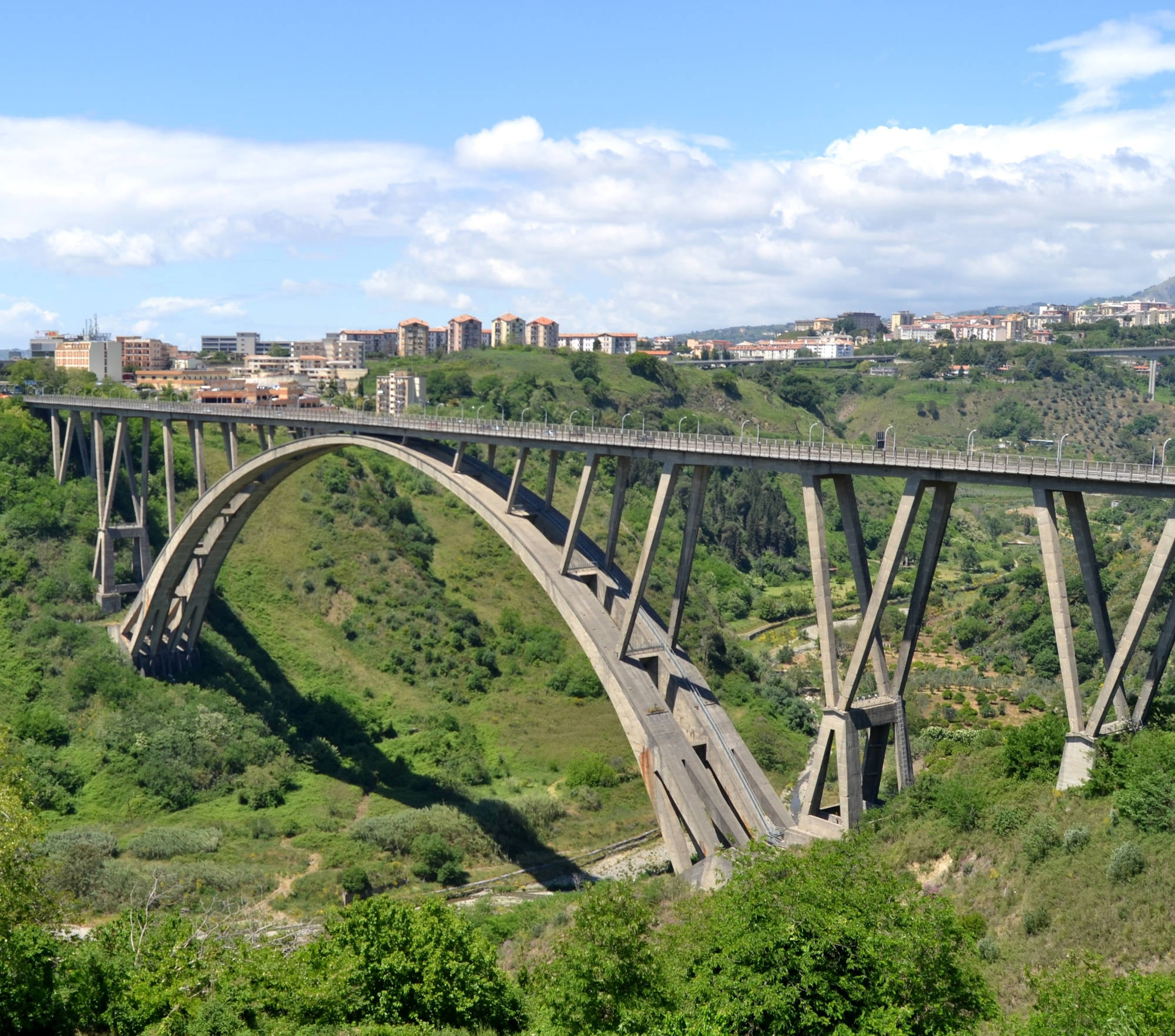
Puente Bisantis

Los restos de la fortaleza edificada en 1060 por Roberto "il Guiscardo", son visibles entrando en la ciudad por el Puente Bisantis (más conocido como "Viaducto Morandi"), espectacular construcción (artísticamente iluminada por la noche) que se levanta sobre una única arcada. El puente proyectado por Riccardo Morandi, gracias a sus 231 metros de largo, constituye un notable ejemplo de ingeniería.
El castillo normando que surge en la colina de San Giovanni (San Juan), fue sede de la cárcel judicial hasta convertirse en el actual complejo monumental "San Giovanni" (San Juan).
En 1972 fue sede del proceso por la matanza de piazza Fontana, transferido de Milán por motivos de orden público.

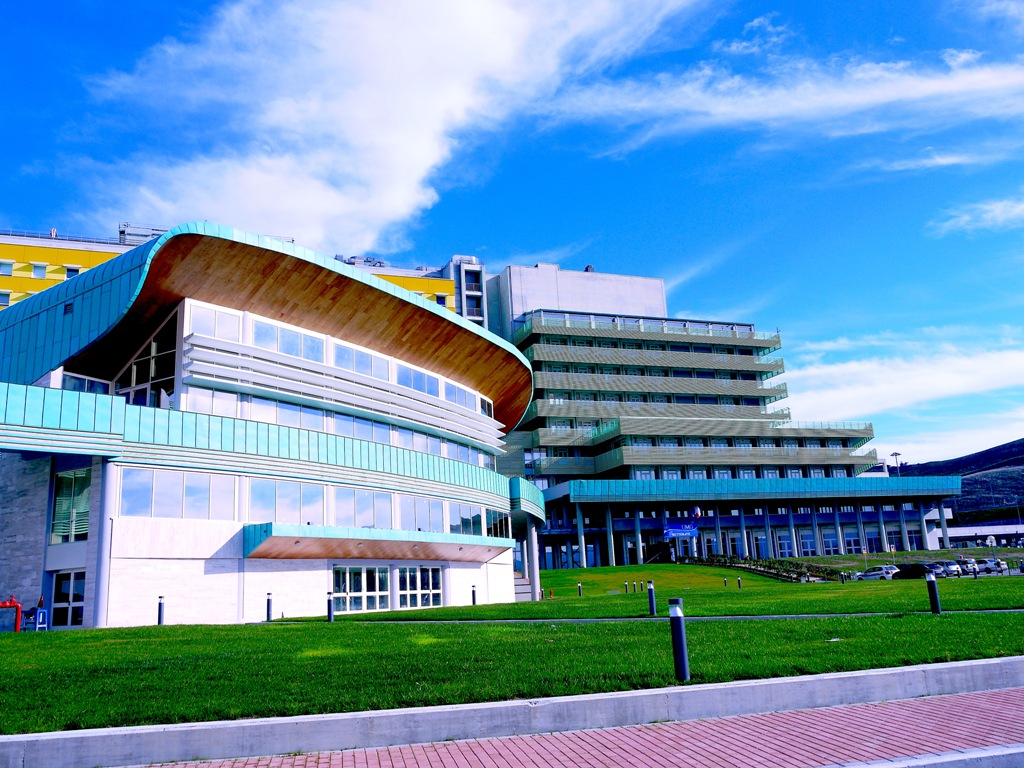
Universidad de Catanzaro Magna Graecia

Catanzaro es, desde 1982, sede universitaria estatal.

### El escudo comunal
El elemento central del blasón de la ciudad es el águila imperial, privilegio acordado por el emperador Carlos V para premiar la resistencia de los catanzareses en 1528 contra el asedio de las tropas francesas fieles al rey Francisco I al mando  de  Odet de Foix de Lautrec. El blasón se completa con un escudo que reproduce las tres colinas donde se yergue la ciudad, y con una cinta azul, que el águila aprieta con su pico y que lleva la inscripción "Sanguinis effusione". La descripción más antigua del escudo se encuentra en el libro "Memoria histórica de la ilustrísima, famosísima, fidelísima ciudad de Catanzaro" de Vincenzo D'Amato (1670): 
"Fa la città per la sua impresa un'aquila imperiale con la testa rivolta a destra, armata di corona, con le ali e coda sparse, in atto di sollevarsi a volo, nel di cui seno, che forma uno scudo, vi sono tre monti in campo vermiglio, sopra dei quali vi è una corona; tiene l'aquila col becco una fascia, nella quale sta questo motto delineato: "Sanguinis effusione" per dimostrare che col sangue dei suoi cittadini, mai sempre sparso, in servigio della Cattolica Corona, ha quell'aquila meritato, che le concesse la sempre gloriosa memoria dell'imperatore Carlo V per aggiungerla allá sua antica insegna".

## Evolución demográfica
| Gráfica de evolución demográfica de Catanzaro entre 1861 y 2021 |
|                                                                 |
| Fuente ISTAT - elaboración gráfica de Wikipedia                 |

## Cultura
Catanzaro hospeda las siguientes sedes:
- Gobierno de la Región Calabria (la Asamblea en cambio tiene lugar en Regio de Calabria);

- Corte de Apelaciones;

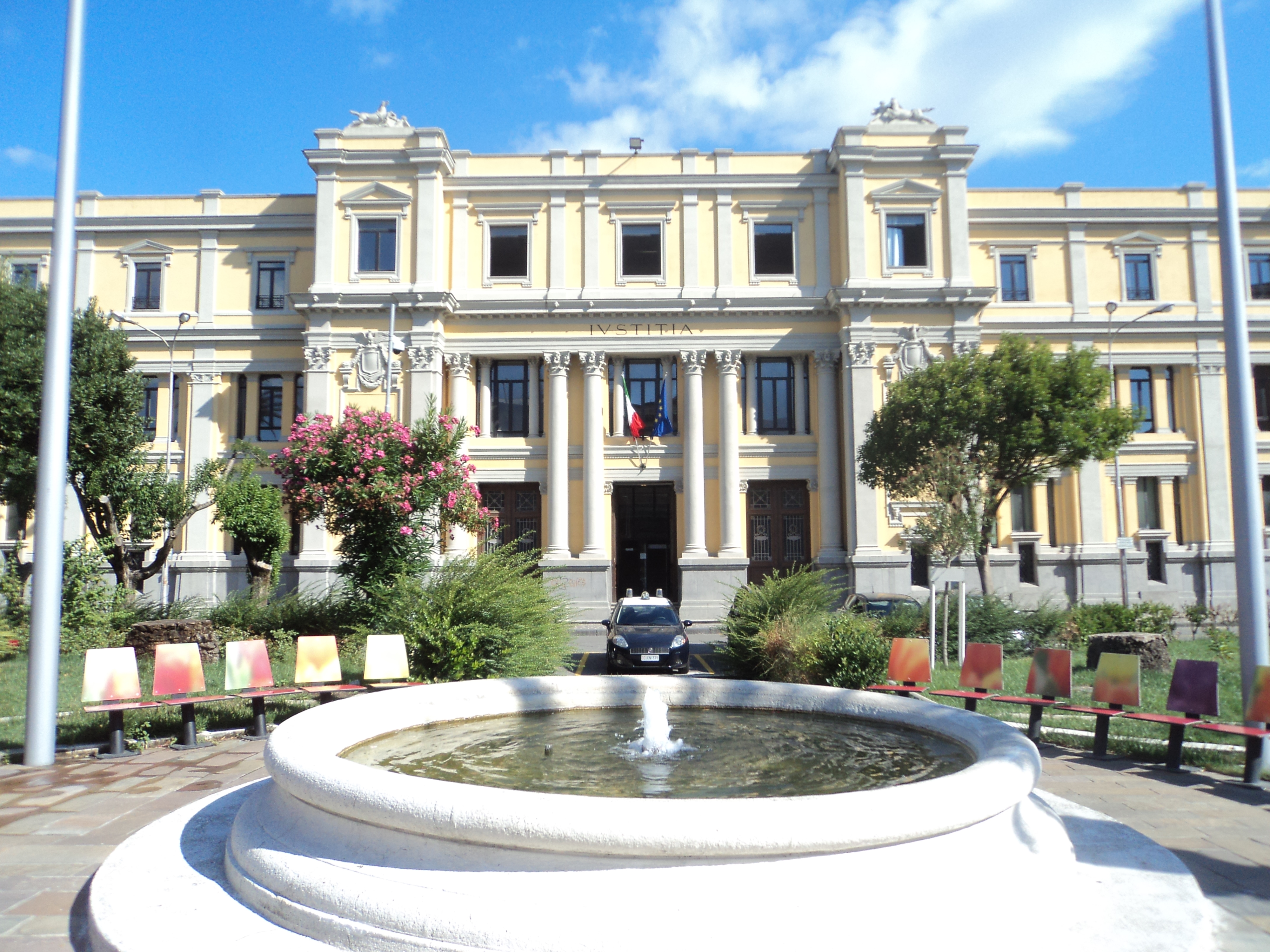
Palacio de Justicia

- Oficina de Catastro Regional y otras Dependencias con competencia sobre todo el territorio calabrés;
- Accademia di Belle Arti di Catanzaro
- Universidad "Magna Graecia" (facultad principal de medicina, farmacia, jurisprudencia, con numerosas e innovadoras carreras de grado);

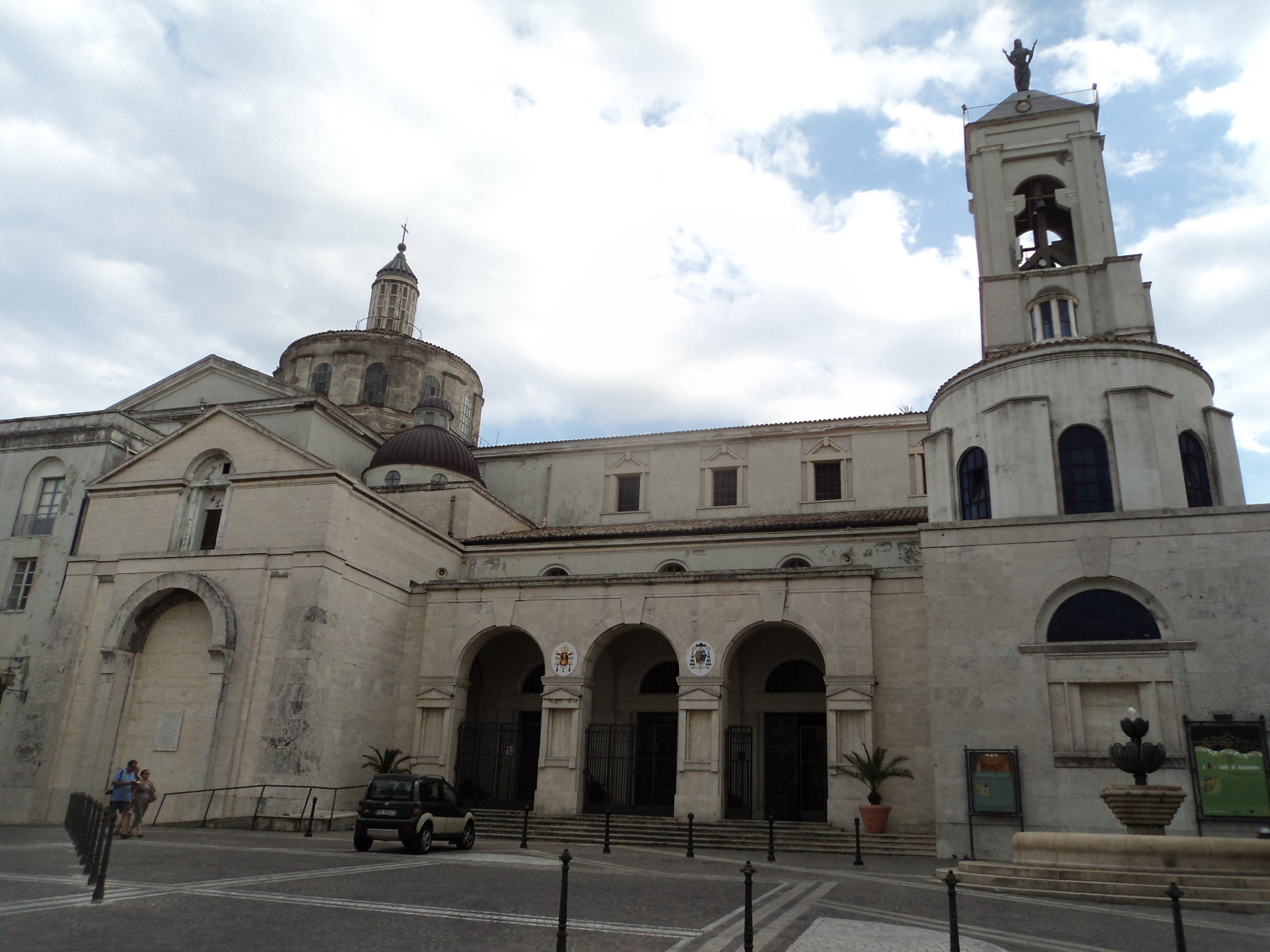
Catedral de Santa María Asunta y los Santos Pedro y Pablo

- Archidiócesis Metropolitana de Catanzaro-Squillace.

Importantes y modernas estructuras culturales, como el nuevo Teatro Politeama, proyectado por Paolo Portoghesi, el área polifuncional "Magna grecia" situada en el barrio Lido, el área de museo del San Giovanni, sobre los restos de la histórica fortificación ciudadana.
Es sede del LUG CzLug.

## Deportes
El 24 de mayo de 1996 el francés Pascal Hervé ganó en Catanzaro la 6^ etapa del Giro de Italia 1996, el 9 de mayo de 2005 salió de Catanzaro la 2^ etapa (de Catanzaro Lido a Santa María del Cedro) ganada por el australiano Robbie McEwen.
El club de fútbol de la ciudad, US Catanzaro 1929, juega en la Serie B, la segunda categoría del fútbol nacional. Su estadio es el llamado Nicola Ceravolo.

## Curiosidades
La palabra "paparazzo", que viene del nombre de un personaje del filme "La Dolce Vita" de Federico Fellini, tiene una estrecha conexión con la ciudad de Catanzaro. Durante el rodaje del filme, se cuenta que Fellini estaba leyendo un libro de George Gissing sobre sus viajes por Italia. El director, eligió para su fotógrafo el nombre de Coriolano Paparazzo, el dueño del palacio que hospedó a Gissing durante su estancia en Catanzaro.
En 1914 nació en Catanzaro Renato Dulbecco, premio Nobel de medicina en el 1975, y en 1918 Mimmo Rotella (1918-2006), artista contemporáneo e inventor del Décollage.
Como testimonio de la perpetua presencia del viento en la ciudad, hay un refrán que dice: encontrar un amigo es tan raro como un día sin viento en Catanzaro. Además Catanzaro se conoce también como la ciudad de las tres V: "Vento (viento), Velluto (terciopelo: la ciudad se conocía por el arte textil) y Vitiliano (el Santo patrón de la ciudad).
El catanzarés Bernardino Grimaldi fue ministro de agricultura durante el tercer gobierno de Depretis (1881-1887). Dimitió de su cargo pronunciando la famosa frase "la aritmética no es una opinión" después de la solicitud de abolición de la tasa sobre la molienda.

## Personalidades
- Domingo Arena: político uruguayo.
- Renato Dulbecco: ganador del premio Nobel de Medicina.
- Mimmo Rotella: artista contemporáneo, inventor del décollage.
- La Nona: personaje interpretado por Pepe Soriano en la película de 1979.